# John Klinger
John Klinger (Bitburgo, 14 de mayo de 1984-Bremen, 20 de mayo de 2024) fue un luchador profesional alemán, conocido por su nombre en el ring Bad Bones. Klinger trabajó internacionalmente en varias promociones independientes en Europa, Inglaterra, Japón, Israel y Estados Unidos.

## Carrera

### Circuito independiente (2004-2024)
Bad Bones debutó en 2004. Ocupó numerosos títulos, incluido el Campeonato Mundial Unificado de Peso Pesado wXw y el Campeonato Europeo de Peso Pesado. Luchando a nivel internacional se enfrentó a Frankie Sloan por All Star Wrestling, Spud por 1 Pro Wrestling, Andy Wild por Discovery Wrestling, y el BCW Openweight Championship, Mikey Whiplash y Johnny Moss por Insane Championship Wrestling, Rampage Brown para PROGRESS Wrestling, Josh Briggs para EVOLVE Wrestling, y muchos otros.

### Total Nonstop Action Wrestling (2011, 2014, 2017)
Bad Bones apareció por primera vez en TNA durante el TNA First Impact Tour del 29 de septiembre, donde derrotó a Karsten Kretschmer. Participó y ganó la edición de enero de 2011 de TNA Gut Check celebrada en Londres, Inglaterra.
Bad Bones regresó a TNA en febrero de 2014, durante este tiempo, Bad Bones trabajó en varios combates para TNA. El 1 de febrero, Bones se enfrentó a Christopher Daniels en un dark match, perdiendo ante Daniels. Esa misma noche, durante la transmisión regular de Impact Wrestling, perdió ante Samoa Joe. La noche siguiente, el 2 de febrero, en TNA One Night Only: Joker's Wild 2, Bones se asoció con Samoa Joe, para derrotar a Christopher Daniels y Robbie E en un combate clasificatorio para el combate Joker's Wild Gauntlet. Posteriormente, Ethan Carter III ganó el Joker's Wild Gauntlet de 100.000 dólares. Durante la edición del 27 de febrero de Impact Wrestling, Bones fue seleccionado por Magnus para ser el oponente del rival de Magnus, Samoa Joe. Fue derrotado por Joe en el breve combate que siguió.
En la edición del 24 de febrero de 2017 de Impact Wrestling, Bad Bones regresó a TNA en un esfuerzo fallido contra el debutante Josh Barnett.

## Muerte
Bad Bones murió el 20 de mayo de 2024, a la edad de 40 años.

## Campeonatos y logros
- Art of Wrestling
  - AOW Championship (1 vez)
- Athletik Club Wrestling
  - ACW German Championship (1 vez)[15]
  - ACW World Wrestling Championship (2 veces)[16]
  - Deutsche Meisterschaft Championship (1 veces)[17]
- Defiant Wrestling
  - Ringmaster Tournament (2018)[18]
- Deutsche Wrestling Allianz
  - DWA European Championship (1 vez)[19]
- East Side Wrestling
  - ESW Europameisterschaft Championship (1 vez)[20]
- European Wrestling Promotion
  - Spree Cup (2019)
- Fighting Spirit Federation
  - FSF Tag Team Championship (1 vez) – con Steve Douglas[21]
- Fiend Wrestling Germany
  - FWG Championship (1 vez)[22]
- German Hurricane Wrestling
  - GHW Heavyweight Championship (1 vez)
  - GHW Tag Team Championship (2 vez) – with Carnage
  - GHW Heavyweight Championship Tournament (2009)
  - GHW Tag Team Championship Tournament (2013) - con Carnage
- German Stampede Wrestling
  - GSW World Heavyweight Championship (1 vez)
  - GSW Tag Team Championship (1 vez) – con Steve Allison
- German Wrestling Federation
  - GWF Middleweight Championship (1 vez)[23]
  - GWF World Championship (1 vez)
  - GWF Tag Team Championship (1 vez) with Tarkan Aslan
- German Wrestling Promotion
  - GWP World Championship (1 vez)
  - WrestlingCorner.de Championship (1 vez)
- International Catch Wrestling Alliance
  - ICWA European Championship (1 vez)
  - ICWA Tournament (2007)
- International Pro Wrestling: United Kingdom
  - IPW:UK World Championship (2 veces)
- National Wrestling Alliance
  - NWA European Heavyweight Championship (1 time)[24]
- Power Of Wrestling 
  - POW Intercontinental Championship (1 vez)[25]
- Pro Wrestling Illustrated
  - Ranked No. 279 of the top 500 singles wrestlers in the PWI 500 in 2019[26]
- Swiss Wrestling Entertainment
  - SWE Championship (1 vez)
  - SWE King of Switzerland Championship (1 vez)
  - European Heavyweight Championship (1 vez)[27]
- Unlimited Wrestling
  - Unlimited Championship (2 veces)
- Westside Xtreme Wrestling
  - wXw Unified World Wrestling Championship (3 veces)[28]
  - wXw World Tag Team Championship (2 veces) – con Carnage (1)[29] y Da Mack (1)
  - wXw Shotgun Championship (2 veces)
  - Strong Style Tournament (2007)[30]
  - wXw World Heavyweight Championship Tournament (2008)[31]
  - 16 Carat Gold Tournament (2008)[32]
  - Shortcut to the Top Battle Royal (2013, 2017)[33]
  - Catch Roulette Tournament (2014)[34]
  - Mitteldeutschland Cup (2016)[35]
- WrestlingKULT
  - WrestlingKULT Championship (1 vez)